# 徐启雄
徐启雄（1934年5月—），男，汉族，浙江温州人，中国画家，一级美术师，曾任第八、九、十届全国政协委员。